# Dimiter Kossew
Dimiter Konstantinow Kossew (bulgarisch Димитър Константинов Косев; * 24. Dezember 1903 in Grosden; † 15. Oktober 1996) war ein bulgarischer Historiker.

## Leben
Kossew war früh politisch engagiert. Im Jahr 1925 wurde er zum Tode verurteilt, jedoch durch eine Amnestie wieder auf freien Fuß gesetzt. 1944 trat er der Bulgarischen Kommunistischen Partei bei. Von 1950 bis 1953 war er Direktor des Instituts für Geschichte der Bulgarischen Akademie der Wissenschaften. Ab 1964 war er Vorsitzender des Nationalkomitees der Historiker sowie der Bulgarischen Historischen Gesellschaft. Im Jahr 1971 wurde er Mitglied des Zentralkomitees seiner Partei. Ab 1973 war er Vizepräsident der Akademie.
Er war Mitglied der Redaktion der zwischen 1963 und 1969 veröffentlichten fünfbändigen Kleinen Bulgarischen Enzyklopädie und der ab 1978 erschienen sechsbändigen Enzyklopädie Bulgarien. In seinen wissenschaftlichen Arbeiten befasste er sich mit der jüngeren bulgarischen Geschichte und der bulgarischen Aufklärung.
Kossew wurde als Held der Sozialistischen Arbeit und mit dem Dimitroffpreis ausgezeichnet.